# Ciclismo Cup 2018
La Ciclismo Cup 2018 è stata la 12ª edizione (la 2ª con la nuova denominazione) della Ciclismo Cup, circuito ciclistico nazionale italiano, organizzato dalla Lega del Ciclismo Professionistico. La manifestazione, costituita da 18 prove, si è aperta l'11 febbraio 2018 con il Trofeo Laigueglia e si è conclusa l'11 ottobre 2018 con il Gran Piemonte.
Il circuito prevedeva tre classifiche, due individuali (assoluta e giovani Under-25) ed una a squadre, vinte rispettivamente da Domenico Pozzovivo, Davide Ballerini e dall'Androni Giocattoli-Sidermec. Come da regolamento quest'ultima, mediante tale successo, ha ottenuto in premio la wild card per poter partecipare al Giro d'Italia 2019.

## Squadre
Le squadre che vi partecipano sono sei.
- Androni Giocattoli-Sidermec
- Bahrain-Merida
- Bardiani CSF

- Nippo-Vini Fantini-Europa Ovini
- UAE Team Emirates
- Wilier Triestina-Selle Italia

## Calendario
| Corsa | Data         | Evento                                  | Cat. | Vincitore            | Squadra            | Leader della Cl. italiana | Squadra leader della Cl. italiana |
| ----- | ------------ | --------------------------------------- | ---- | -------------------- | ------------------ | ------------------------- | --------------------------------- |
| 1     | 11 febbraio  | Trofeo Laigueglia (2018)                | 1.HC | Moreno Moser         | Italia             | Moreno Moser              | Wilier Triestina                  |
| 2     | 4 marzo      | GP Industria e Artigianato (2018)       | 1.HC | Matej Mohorič        | Bahrain-Merida     | Moreno Moser              | Bahrain-Merida                    |
| 3     | 22-25 marzo  | Settimana di Coppi e Bartali (2018)     | 2.1  | Diego Rosa           | Team Sky           | Diego Rosa                | Androni-Sidermec                  |
| 4     | 16-20 aprile | Tour of the Alps (2018)                 | 2.HC | Thibaut Pinot        | Groupama-FDJ       | Domenico Pozzovivo        | Bahrain-Merida                    |
| 5     | 22 aprile    | Giro dell'Appennino (2018)              | 1.1  | Giulio Ciccone       | Bardiani CSF       | Giulio Ciccone            | Bahrain-Merida                    |
| 6     | 20-24 giugno | Adriatica Ionica Race (2018)            | 2.1  | Iván Sosa            | Androni-Sidermec   | Giulio Ciccone            | Androni-Sidermec                  |
| 7     | 30 giugno    | Campionato italiano in linea (2018)     | CN   | Elia Viviani         | Quick-Step Floors  | Domenico Pozzovivo        | Androni-Sidermec                  |
| 8     | 15 settembre | Coppa Agostoni (2018)                   | 1.1  | Gianni Moscon        | Team Sky           | Domenico Pozzovivo        | Androni-Sidermec                  |
| 9     | 16 settembre | Coppa Bernocchi (2018)                  | 1.1  | Sonny Colbrelli      | Bahrain-Merida     | Domenico Pozzovivo        | Androni-Sidermec                  |
| 10    | 19 settembre | Giro della Toscana (2018)               | 1.1  | Gianni Moscon        | Team Sky           | Domenico Pozzovivo        | Androni-Sidermec                  |
| 11    | 20 settembre | Coppa Sabatini (2018)                   | 1.1  | Juan José Lobato     | Nippo-Vini Fantini | Domenico Pozzovivo        | Androni-Sidermec                  |
| 12    | 22 settembre | Memorial Marco Pantani (2018)           | 1.1  | Davide Ballerini     | Androni-Sidermec   | Domenico Pozzovivo        | Androni-Sidermec                  |
| 13    | 23 settembre | Trofeo Matteotti (2018)                 | 1.1  | Davide Ballerini     | Androni-Sidermec   | Domenico Pozzovivo        | Androni-Sidermec                  |
| 7*    | 4 ottobre    | Campionato italiano a cronometro (2018) | CN   | Gianni Moscon        | Team Sky           | Domenico Pozzovivo        | Androni-Sidermec                  |
| 14    | 6 ottobre    | Giro dell'Emilia (2018)                 | 1.HC | Alessandro De Marchi | BMC                | Domenico Pozzovivo        | Androni-Sidermec                  |
| 15    | 7 ottobre    | GP Bruno Beghelli (2018)                | 1.HC | Bauke Mollema        | Trek-Segafredo     | Domenico Pozzovivo        | Androni-Sidermec                  |
| 16    | 9 ottobre    | Tre Valli Varesine (2018)               | 1.HC | Toms Skujiņš         | Trek-Segafredo     | Domenico Pozzovivo        | Androni-Sidermec                  |
| 17    | 10 ottobre   | Milano-Torino (2018)                    | 1.HC | Thibaut Pinot        | Groupama-FDJ       | Domenico Pozzovivo        | Androni-Sidermec                  |
| 18    | 11 ottobre   | Gran Piemonte (2018)                    | 1.HC | Sonny Colbrelli      | Bahrain-Merida     | Domenico Pozzovivo        | Androni-Sidermec                  |

## Classifiche
Risultati finali.
| Pos. | Corridore          | Squadra      | Punti |
| ---- | ------------------ | ------------ | ----- |
| 1    | Domenico Pozzovivo | Bahrain-Mer. | 237   |
| 2    | Davide Ballerini   | Androni Sid. | 205   |
| 3    | Giulio Ciccone     | Bardiani CSF | 173   |
| 4    | Marco Canola       | Nippo        | 153   |
| 5    | Giovanni Visconti  | Bahrain-Mer. | 150   |
| 6    | Sonny Colbrelli    | Bahrain-Mer. | 140   |
| 7    | Francesco Gavazzi  | Androni-Sid. | 130   |
| 7    | Gianni Moscon      | Team Sky     | 130   |
| 9    | Elia Viviani       | Quick-Step   | 128   |
| 10   | Manuel Belletti    | Androni-Sid. | 109   |

| Pos. | Corridore Under-25 | Squadra        | Punti |
| ---- | ------------------ | -------------- | ----- |
| 1    | Davide Ballerini   | Androni-Sid.   | 205   |
| 2    | Giulio Ciccone     | Bardiani CSF   | 173   |
| 3    | Gianni Moscon      | Team Sky       | 130   |
| 4    | Iván Sosa          | Androni-Sid.   | 98    |
| 5    | Fausto Masnada     | Androni-Sid.   | 82    |
| 6    | Matej Mohorič      | Bahrain-Mer.   | 77    |
| 7    | Riccardo Minali    | Astana         | 64    |
| 8    | Leonardo Basso     | Team Sky       | 52    |
| 9    | Simone Velasco     | Wilier Triest. | 51    |
| 10   | Nicola Bagioli     | Nippo          | 46    |
| 10   | Edward Ravasi      | UAE            | 46    |

| Pos. | Squadra                         | Punti |
| ---- | ------------------------------- | ----- |
| 1    | Androni Giocattoli-Sidermec     | 854   |
| 2    | Bahrain-Merida                  | 733   |
| 3    | Bardiani CSF                    | 576   |
| 4    | Nippo-Vini Fantini-Europa Ovini | 521   |
| 5    | Wilier Triestina-Selle Italia   | 352   |
| 6    | UAE Team Emirates               | 326   |